# Swiraczi
Swiraczi (bułg. Свирачи) – wieś w południowej Bułgarii, w obwodzie Chaskowo, w gminie Iwajłowgrad. Według danych Narodowego Instytutu Statystycznego, 31 grudnia 2011 roku wieś liczyła 348 mieszkańców.
W Swiraczi znajduje się kurhan trackiej artystokratki z początków rzymskiego panowania w Bułgarii (I w. n.e.). 

## Położenie
Znajduje się na najbardziej wysuniętym na wschód grzbiecie Wschodnich Rodopów. w odległości 6 km od Iwajłowgradu i 3 km od granicy bułgarsko-greckiej.

## Zabytki
- mogiła rzymska
- twierdza Mramorni grad